# Ducado de Baviera
El ducado de Baviera (en alemán: Herzogtum Bayern) ha sido el único de los cuatro antiguos ducados tribales establecidos en la actual Alemania (los otros fueron, de norte a sur, Sajonia, Turingia y Alamania), y relacionados primero con la Francia en época merovingia y más tarde dentro de la Francia Orientalis, que pudo mantener una existencia autónoma dentro de su territorio original desde su establecimiento como territorio tribal de los bávaros en la Alta Edad Media (siglo V-VI, después de la caída del Imperio romano), hasta la Edad Moderna e incluso la actualidad, significándose en el estado federado (Land) de Baviera.  
Fue, del siglo VI al VIII, una región fronteriza en el sureste del reino merovingio. Se asentaron en él tribus bávaras y fue gobernado por duques (duces) bajo el señorío superior de los francos. Se creó un nuevo ducado en la región con el declive del Imperio carolingio a finales del siglo IX. Se convirtió en uno de los ducados raíz que evolucionaron como Reino de Germania y el Sacro Imperio Romano Germánico.
Durante las luchas internas de la dinastía otoniana en el poder, el territorio bávaro fue considerablemente mermado por la separación del recién creado ducado de Carintia en 976. Entre 1070 y 1180 los emperadores tuvieron una fuerte oposición en Baviera, especialmente por la casa ducal güelfa. En el conflicto final entre las dinastías Güelfa y Hohenstaufen, el duque Enrique el León fue exiliado y fue privado de sus feudos bávaros y sajones por el emperador Federico Barbarroja. Federico entregó Baviera a la familia Wittelsbach, que la conservó hasta 1918. Los duques bávaros fueron elevados a príncipes electores durante la guerra de los Treinta Años en 1623.

## Geografía
El ducado raíz medieval de Baviera abarcaba lo que hoy en día es el sureste de Alemania y partes de Austria a lo largo del río Danubio, hasta la frontera húngara que entonces corría a lo largo del afluente Leitha en el este. Incluía las regiones de Altbayern del moderno estado de Baviera, con las tierras de la marca del Nordgau (más tarde Alto Palatinado), pero sin sus regiones suaba y francona. La separación del ducado de Carintia en 976 supuso la pérdida de grandes territorios en los Alpes orientales abarcando lo que hoy en día son los estados austriacos de Carintia y Estiria así como las vecinas regiones de Carniola en lo que hoy es Eslovenia. La marca de Austria oriental -que se corresponde aproximadamente con el presente estado de Baja Austria— fue del mismo modo elevado a un ducado por derecho propio en 1156. 
A lo largo de los siglos otros territorios se fueron separando del antiguo ducado raíz, como el condado del Tirol o el arzobispado de Salzburgo, que ganaron inmediación imperial. Desde 1500, una serie de estos estados imperiales eran miembros del Círculo de Baviera del Sacro Imperio Romano Germánico.

## Formación
La tribu predominantemente germánica de los bávaros puede considerarse como producto de un proceso de etnogénesis forjado desde la retirada del Imperio romano de sus provincias de Recia y Nórico tras el hundimiento del limes por la presión de los bárbaros (burgundios, vándalos, alanos, hérulos, gépidos, suevos y alamanes, pero sobre todo, hunos, visigodos, ostrogodos, ávaros y longobardos). Nórico fue una de las últimas dependencias en manos del Imperio romano de Occidente en el siglo V, todavía controlada desde Roma en el momento de la caída de Rómulo Augústulo en 476.
Se cree que la nación bávara se formó en el proceso de colonización de su débilmente poblado territorio (ocupado mayoritariamente por la selva hercinia) por parte de clanes germánicos, celtas y marcomanos. Así lo atestigua la Lex Baiuvariorum, la más antigua recopilación (siglo VIII, pero con reminiscencias del siglo VI) de Derecho Público del Ducado de Baviera, inspirado, como prácticamente todo el derecho germánico de la época, en el Código de Eurico visigodo. En el título III de la citada "Ley de los bávaros" se establece que los gobernantes de Baviera deben ser elegidos entre los miembros de la dinastía Agilolfinga, tal y como fueron entronizados por los merovingios en Reims, en el año 555. Se nombran expresamente como otros clanes nobiliarios gobernantes menores a los huosi, los trozza, los fagana, los hahilinga y los anniona, representando a las grandes familias nobiliarias de entre los bávaros, por ser descendientes de los reyes o jefes de clanes que se integraron en la nación bávara.

## Entre merovingios y carolingios

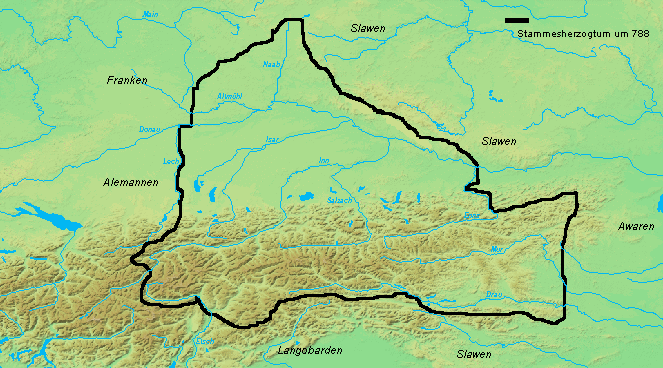
El ducado tribal de Baviera en el año 788.

Con la intervención de los reyes merovingios de Austrasia en las Guerras Góticas de Italia (535-554) comenzó el protectorado franco sobre Baviera, gobernada por duques de la dinastía Agilolfinga. Los orígenes del antiguo ducado raíz se pueden trazar en los años 551/555. En su Getica, el cronista Jordanes escribe: "Esa región de los suabos tiene a los Bavarii en el este, los francos en el oeste..."
Hasta el final del primer ducado, todos los gobernantes descendían de la familia de los agilolfingos. Los bávaros entonces colonizaron la región de la marca del Nordgau a lo largo del río Naab (más tarde llamado el Alto Palatinado) hasta el Enns en el este y hacia el sur cruzando el paso del Brennero al Alto Adigio en lo que actualmente es el Tirol del Sur. El primer duque documentado fue Garibaldo I, un agilolfingo que gobernó de 555 en adelante como un vasallo merovingio bastante independiente. Estos duques agilolfingos consiguieron mantener Baviera más o menos independiente del poder merovingio desde mediados del siglo VII, aliándose con los lombardos de Italia y llegando a ceñir la Corona Férrea. 
En la frontera oriental, se produjeron cambios con la partida de las tribus lombardas germánicas occidentales de la cuenca panonia hacia el norte de Italia en 568 y la sucesión de los ávaros, así como con el asentamiento de los checos eslávicos occidentales en el territorio vecino al otro lado de la Selva de Bohemia aproximadamente en la misma época. Alrededor del año 743, el duque bávaro Odilón hizo vasallo a los príncipes eslavos de Carantania (que se corresponde aproximadamente con la posterior marca de Carintia), que le habían pedido protección contra los ávaros invasores. La residencia de los bastante independientes duques agilolfingos era entonces Ratisbona, la anterior Castra Regina romana, a orillas del Danubio.
Los carolingios fueron menos tolerantes con esta situación y la autonomía que los duques bávaros tuvieron con los merovingios, llegó a su fin. En 716 los carolingios habían incorporado las tierras de Franconia en el norte que anteriormente tuvieron los duques de Turingia, por medio de lo cual los obispos de Wurzburgo ganaron una posición dominante. Carlos Martel invadió Baviera en 724, 743 y 749. Su hijo Carlomán reprimió la última revuelta alamánica en la masacre de Cannstatt (746). Sin embargo, no consideraron al ducado de Baviera como parte de sus posesiones "nacionales", y no entró entre los territorios heredados por los sucesores de Carlos Martel o Pipino el Breve, sino que mantuvo sus propios duques agilolfingos. Carlomagno conquistó finalmente el último ducado raíz, Baviera, en 788, obligando a abdicar al último duque agilolfingo Tasilón III, nieto como el propio Carlomagno de Carlos Martel, y que había intentado en vano mantener su independencia a través de una alianza con los lombardos. La conquista del reino lombardo por Carlomagno implicó la caída de Tasilón, que fue depuesto aquel año de 788. Baviera fue incorporada al Imperio carolingio como una provincia o regnum, gobernada desde entonces por prefectos francos.
Durante la cristianización, el obispo Corbiniano estableció las bases de lo que luego sería la diócesis de Frisinga antes de 724; Kilian en el siglo VII había sido un misionero en el territorio franconio en el norte, entonces gobernado por los duques de Turingia, donde Bonifacio fundó la diócesis de Wurzbugo en 742. En las vecinas tierras alamánicas (Suabia) al oeste del Río Lech, Augsburgo fue sede obispal. Cuando Bonifacio estableció la diócesis de Passau en 739, podía ya construir sobre tradiciones cristianas locales. En el sur, Ruperto había fundado en 696 la diócesis de Salzburgo, probablemente después de que hubiera bautizado al duque Teodón II de Baviera en su corte de Ratisbona, dando la bienvenida al "apóstol de Baviera". En 798, el papa León III creó la provincia eclesiástica bávara con Salzburgo como sede metropolitana y Ratisbona, Passau, Frisinga y Säben (más tarde Brixen) como diócesis sufragáneas.

## EnFrancia Orientalis

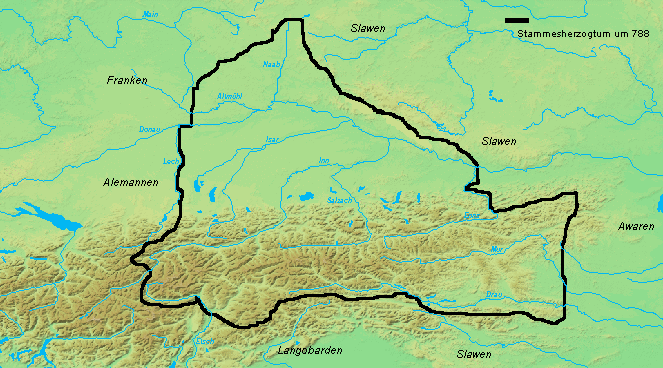
Baviera alrededor de 788

En su Ordinatio Imperii de 817, el hijo y sucesor de Carlomagno, el emperador Ludovico Pío intentó mantener la unidad del Imperio carolingio: mientras la autoridad imperial a su muerte pasó a su hijo mayor Lotario I, los hermanos menores recibirían reinos subordinados. Desde 825 Luis el Germánico se llamó a sí mismo "rey de Baviera" en el territorio que se convertiría en el centro de su poder. Cuando los hermanos dividieron el imperio por medio del tratado de Verdún (843), Baviera pasó a formar parte de Francia Oriental con el rey Luis el Germánico, quien a su muerte legó el título real bávaro a su hijo mayor, Carlomán en 876. El hijo natural de Carlomán, Arnulfo de Carintia, que creció en las antiguas tierras de Carantania, se aseguró la posesión de la marca de Carintia a la muerte de su padre en 880 y se convirtió en rey de Francia Oriental en 887. Carintia y Baviera fueron la base de su poder, con Ratisbona como la sede de su gobierno.
Debido principalmente al apoyo de los bávaros, Arnulfo pudo salir y enfrentarse a Carlos en 887 y asegurar su propia elección como rey alemán al año siguiente. En 899 Baviera pasó a Luis el Niño, durante cuyo reinado ocurrieron reiterados ataques de los húngaros. La resistencia a estas incursiones fue cada vez menor, y según la tradición, el 5 de julio de 907 casi toda la tribu bávara pereció en la batalla de Bratislava contra estos formidables enemigos.
Después de más de dos siglos como feudo del Imperio Franco, la dinastía Luitpoldinga alcanzó el poder en el Ducado de Baviera y reafirmó la autonomía bávara a principios del siglo X, en un momento en el que el poder centralizado de los carolingios declinaba. Fue durante el reinado de Luis el Niño cuando Luitpoldo, conde de Scheyern, que poseía grandes dominios en Baviera, gobernó la marca de Carintia, creada en la frontera sureste para defender Baviera. Estaba relacionado familiarmente con el emperador Arnulfo de Carintia, pero se desconoce la relación exacta. Es el ancestro de la dinastía Luitpoldinga que gobernó el Ducado de Baviera y la Marca de Carantania. Algunas fuentes contemporáneas le atribuyen el título de dux (a él y a su sucesor, su hijo Arnulfo el Malo), aunque otras fuentes se refieren a ellos como margraves. Lo que es claro es que el título de duque no fue al principio reconocido formalmente por la autoridad central de los reyes de Francia Orientalis: los títulos solo se refieren a los primeros duques de Baviera a partir de los diplomas imperiales de adhesión (enfeudamiento) a Otón I de Alemania, emperador del Sacro Imperio Romano Germánico (962-973).
Luitpoldo murió en la gran batalla de 907, pero su hijo Arnolfo el Malo reunió el apoyo de los restos de la tribu en alianza con los húngaros y se convirtió en duque de los bávaros en 911, uniendo Baviera y Carintia en sus manos. El rey alemán Conrado I atacó, sin éxito, a Arnulfo cuando este último rechazó reconocer su supremacía real.

## En el Sacro Imperio
La deposición del duque luitpoldingo Everardo de Baviera en 938 por Otón marcó una disminución temporal en la autonomía de la región con respecto al Sacro Imperio. Sin embargo, la posición interna de los duques de Baviera permaneció fuerte y unificada, lo que les permitió mantener una considerable influencia en los condados de su ducado y reclamar derechos de reversión de los estados cuyas familias se extinguieran sin herederos directos. Esta característica se debía a la influencia de la Lex Baiuvariorum en el papel del duque de Baviera como comandante tribal, en el que incluso las tropas suministradas al rey y emperador de Alemania por los obispos bávaros formaban parte de las fuerzas ducales.  
Entre 940 y 1180, los duques de Baviera pertenecieron a siete diferentes dinastías, debido a que el nombramiento ducal permaneció en manos de los emperadores de la Dinastía Sajona y Salia, que lo utilizaban como medio para premiar el servicio de sus hombres fuertes o familiares y para fortalecer su control personal sobre Baviera. Este último objetivo fue sólo logrado en la práctica cuando retuvieron el Ducado en sus propias manos en diversas ocasiones diferentes en el siglo XI, como fue el caso con Enrique II, Enrique III el Negro y Enrique IV (a través de su madre). La instalación de parientes imperiales como duques no proporcionó ninguna garantía de dominio sobre Baviera, como el emperador Otón II encontró con su primo rebelde, el duque Enrique II el Pendenciero.
El territorio de las primeras Marcas de Baviera (la expansión natural del ducado, al este y al sur de la actual Baviera) permaneció bajo el control del duque, quien fue señor feudal de los margraves, en contraste con la situación similar del ducado tribal de Sajonia. La Marca del Norte (la Nordgau) fue establecida por el emperador Otón I a principios de los años 940 a lo largo de la frontera con Bohemia, contra la penetración de los eslavos checos. La Marca del Este (la Ostmark), que más tarde se convertiría en el Margraviato de Austria, se formó en 976 por Otón II a lo largo de la frontera con Hungría, aunque se han registrado margraves de la "marca de Panonia" un siglo antes, luchando contra los magiares. La Marca de Carintia (Mark Kärntner), que más tarde se convirtió en Steiermark o Marca de Estiria, también se creó en el siglo X para luchar contra la penetración de los eslavos del Sur, aunque la fecha exacta es desconocida. Por último, la Marca de Istria, que fue capaz de conservar una mayor autonomía debido a su distancia, se formó en el norte de Italia en el siglo XI, protegiendo la Padania del avance de los eslovenos.

### Casa de Güelf

El Ducado de Baviera, posesión de Enrique el León.

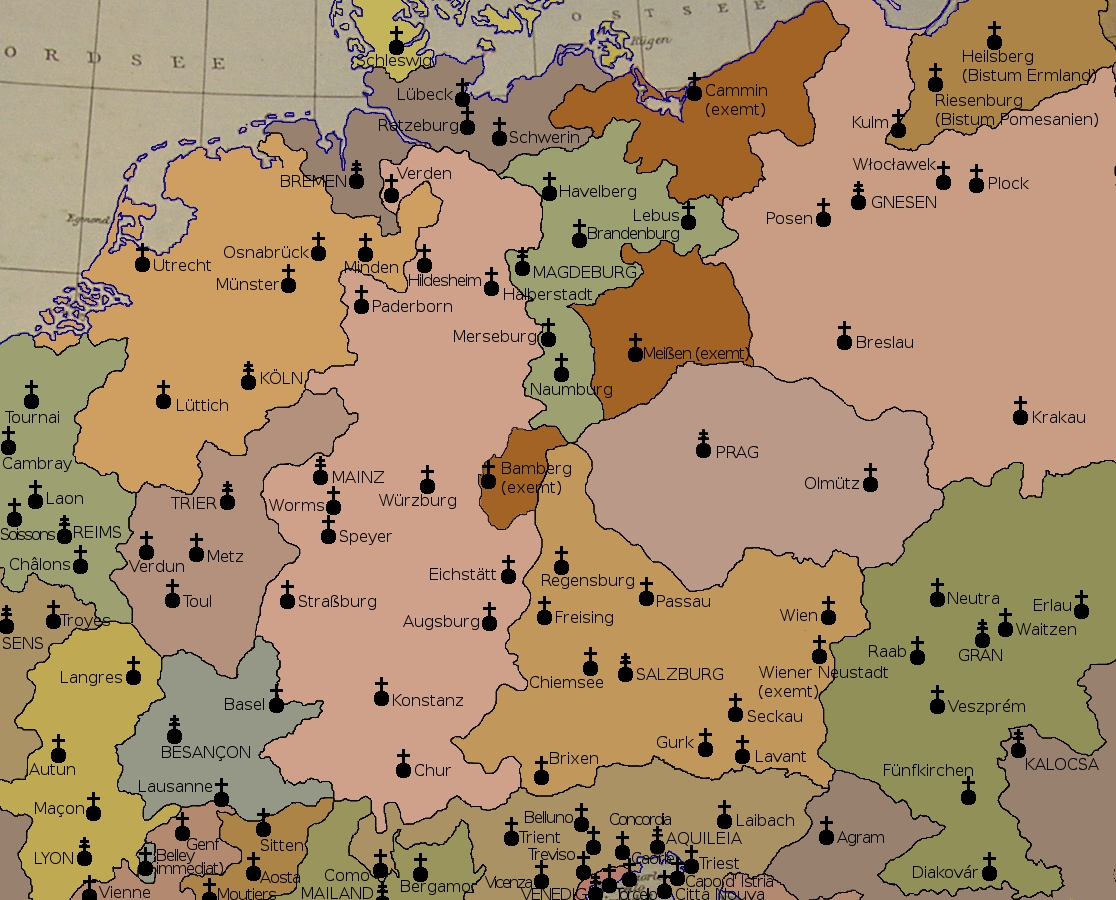
La provincia eclesiástica de Salzburgo que con sus diócesis sufragáneas de Brixen, Frisinga, Passau y Ratisbona representan la organización eclesiástica proveniente de la cristianización del antiguo Ducado de Baviera.

La organización religiosa de Baviera estuvo centrada en el arzobispado de Salzburgo, creado por los carolingios en 785. Se fundaron los obispados del regnum en Frisinga, Passau y Ratisbona, todos datados a mediados del siglo VIII. 
El territorio original del Ducado de Baviera se redujo significativamente cuando Carintia fue separada como un ducado independiente en 976. 
El último duque otoniano, el hijo de Enrique II, Enrique III fue elegido rey de romanos en 1002. El emperador Enrique II estableció el obispado de Bamberg en 1007 como una sede exenta, esto es, fuera de la provincia eclesiástica arzobispal, y por lo tanto su obispo era responsable directo ante el Papa, presumiblemente como un medio de aumentar el control imperial en Baviera sobre las autoridades religiosas y laicas.  
En diferentes momentos el ducado de Baviera fue gobernado por los reyes alemanes en unión personal, o incluso por los hijos del emperador, una tradición mantenida por los sucesores salios de Enrique. Esta época vio el auge de muchas familias aristocráticas, como los Andechs o los Wittelsbach. En 1061 la emperatriz viuda Inés de Poitou enfeudó al conde sajón Otón de Nordheim. A pesar de todo, su hijo el rey Enrique IV de nuevo tomó el ducado sobre bases dudosas, lo que al final llevó a la rebelión sajona de 1073. Enrique confió Baviera a Güelfo, descendiente de la rama de margraves de Verona Casa de Este y progenitor de la dinastía güelfa, que, intermitentemente, gobernó el ducado durante los siguientes 110 años. Sólo con el establecimiento de un gobierno güelfo como duques por Enrique IV a partir de 1070 hubo un resurgir de los duques bávaros. Este período se caracteriza por la querella de las investiduras entre el emperador y el papa. Fortaleció el gobierno güelfo a través de su alineamiento con el papa.
Un conflicto con la dinastía suaba de los Hohenstaufen en la elección del rey llevó a la elección de Conrado III como rey pero al hecho de que Baviera fuese entregada a los Babenberg en 1139. La región suaba fue durante el reinado de los Staufer, en gran medida, campo. Poco a poco, Franconia se convirtió también en el centro del poder Staufer; obtuvo una posición dominante del obispo de Wurzburgo a través de la fundación de la diócesis de Bamberg.
Todos los condados en Baviera fueron feudos del duque, como señor tribal del territorio, una vez más a diferencia de la situación en el ducado de Sajonia. Jordan afirma que no existe ningún registro en el siglo XII de un conde en Baviera nombrado por la corona, aunque está claro que debió haber algunas tierras de la corona en Baviera, pues el emperador Federico I Barbarroja enfeudó a Enrique el León con numerosos feudos imperiales cuando le instaló como duque de Baviera en 1156. Con ello el emperador intentaba una reconciliación con los Güelfos, devolviedo la Marcha Orientalis al güelfo Enrique. El margrave de Austria y duque Enrique II Jasomirgott que perdió así Baviera, fue compensado con la elevación de la Marca de Austria a la categoría de ducado independiente por el llamado Privilegium Minus. La segregada Marcha Orientalis fue así de la familia Babenberg, como un nuevo ducado con privilegios especiales; sería el núcleo de la posterior Austria (Ostarrichi). 
Enrique el León fundó numerosas ciudades, incluida Múnich en 1158. A través de su fuerte posición como gobernante de los dos ducados de Sajonia y Baviera, entró en conflicto con Federico Barbarroja. Con el exilio de Enrique el León y la separación de Estiria como un ducado privado en 1180, el ducado raíz joven de Baviera llegó a su fin.

### Los Wittelsbach

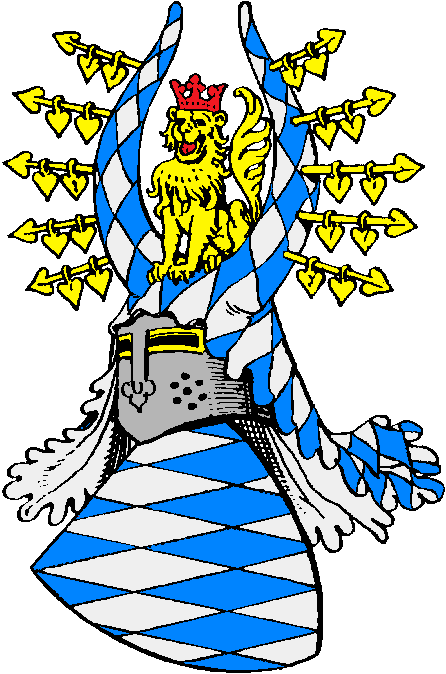
Blasón de los condes de Bogen, más tarde dinastía Wittelsbach

En 1180, después de que el emperador Federico I Barbarroja privara a Enrique el León de sus títulos ducales de Baviera y Sajonia, entregó a Otón de Wittelsbach el corazón de Baviera. Los Wittelsbach gobernarían Baviera hasta 1918, como duques, luego como electores y reyes. Cuando Otón se convirtió en duque de Baviera, el tesoro de los Wittelsbach era bastante escaso. Fue aumentándolo significativamente en los años siguientes, por compra, matrimonio, y herencia. Las tierras de nueva adquisición no se entregaban ya en feudo, sino que eran administradas por servidores. También, poderosas familias, como los condes de Andechs, desaparecieron durante este período. El hijo de Otón, Luis de Wittelsbach recibió en feudo, en 1214, el condado del Palatinado del Rin.
Puesto que no había preferencia sucesorios del primogénito en la dinastía Wittelsbach, a diferencia de muchos gobiernos de su época, en 1255 se produjo una división de la tierra en Alta Baviera con el Palatinado y el Nordgau (con sede en Múnich) y Baja Baviera (con sedes en Landshut y Burghausen). Aún hoy se diferencia entre alta y baja Baviera (cf. Regierungsbezirke). Ratisbona, siempre residencia de los duques de Baviera en esa época, se convirtió en una ciudad imperial libre en el siglo XIII.
A pesar de la renovada división después de un breve período de reunificación, Baviera alcanzó nuevas cotas de poder con el emperador Luis IV, que fue el primer Wittelsbach en alcanzar esa dignidad, en 1328. Las recién ganadas áreas de Brandeburgo (1323), Tirol (1342), las provincias neerlandesas Holanda, Zelandia y Frisia y el Henao (1345) se perdieron, sin embargo, con sus sucesores. En 1369, el Tirol pasó, por el tratado de Schärding, a los Habsburgo. Le siguió Luxemburgo en 1373 y los condados holandeses cayeron en manos de Borgoña en 1436. Por el Tratado de Pavía (1329), el emperador Luis dividió la propiedad del Palatinado, con el Palatinado Renano, y lo que posteriormente se llamaría Alto Paltinado. Así, la dignidad electoral para la línea posterior del Palatinado se perdió también. Con el reconocimiento de los límites de dominación por el duque bávaro en el año 1275, Salzburgo de Baviera entró en su fase final. Cuando el arzobispo de Salzburgo dictó regulaciones propias para el país en 1328, Salzburgo se convirtió, en gran medida, en un estado independiente dentro del Sacro Imperio Romano Germánico.

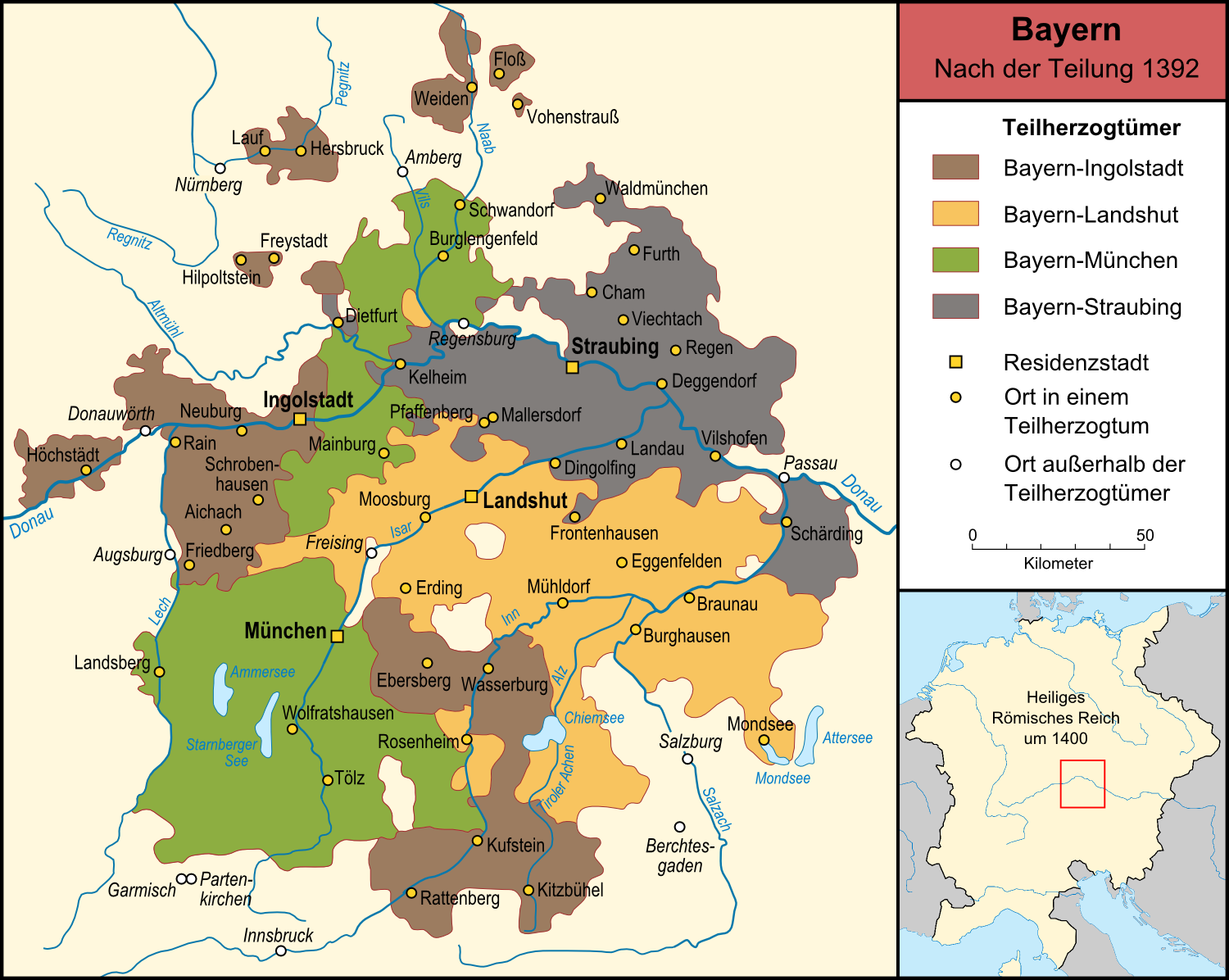
Tierras bávaras tras la partición de 1392

En los siglos XIV y XV, Alta y Baja Baviera se dividieron varias veces. Después de la división de 1392, hubo cuatro Bavieras: Baviera-Straubing,  Baviera-Landshut, Baviera-Ingolstadt y Baviera-Múnich. Estos duques a menudo guerreaban entre sí. El duque Alberto IV de Baviera-Múnich unificó Baviera en 1503 a través de la guerra y primogenitura. Sin embargo, Kufstein, Kitzbühel y Rattenberg, originariamente bávaros, se perdieron en favor de Tirol en 1504.
A pesar del decreto de 1506, el hijo mayor de Alberto, Guillermo IV se vio obligado a compartir el poder en 1516 con su hermano Luis X, un acuerdo que duró hasta la muerte de Luis en 1545. Guillermo siguió la política tradicional de los Wittelsbach de oponerse a los Habsburgo hasta que en 1534 hizo un tratado en Linz con Fernando I, el rey de Hungría y Bohemia. Este enlace se fortaleció en 1546, cuando el emperador Carlos V obtuvo la ayuda del duque durante la guerra de la Liga de Esmalcalda prometiéndole bajo ciertas circunstancias la sucesión al trono de Bohemia, y la dignidad electoral que disfrutaba el conde palatino del Rin. Guillermo hizo también mucho en un período crítico para asegurar que Baviera siguiera dentro de la Iglesia católica. Las doctrinas de la Reforma habían progresado considerablemente en el ducado cuando el duque obtuvo amplios derechos sobre los obispados y los monasterios del papa. Entonces tomó medidas para reprimir a los reformadores, muchos de los cuales fueron expulsados; mientras, los jesuitas, a quienes había invitado al ducado en 1541, hicieron del Colegio jesuita de Ingolstadt, su cuartel general en Alemania. Guillermo, cuya muerte tuvo lugar en marzo de 1550, fue sucedido por su hijo Alberto V, que se había casado con una hija de Fernando I. Muy pronto en su reinado Alberto hizo algunas concesiones a los protestantes, que aún eran fuertes en Baviera; pero alrededor de 1563 cambió de actitud, favoreció los decretos del concilio de Trento, y empujó hacia delante la obra de la Contrarreforma. Como la educación pasó, poco a poco, a anos de los jesuitas, el progreso del protestantismo se vio parado con eficacia en Baviera.
El duque que le sucedió, el hijo de Alberto, Guillermo V, había recibido una educación jesuita, y mostró inclinación a los principios jesuíticos. Aseguró el Arzobispado de Colonia para su hermano Ernesto en 1583, y esta dignidad permaneció en manos de la familia durante casi 200 años. En 1597 abdicó en favor de su hijo, Maximiliano I.
Maximiliano I encontró un ducado hundido en las deudas y lleno de desórdenes, pero diez años de su vigoroso gobierno produjeron un claro cambio. Las finanzas y el sistema judicial se reorganizaron, se fundó una clase de funcionarios y milicia nacional, y varios distritos menores se llevaron a la autoridad del duque. El resultado fue una unidad y un orden en el ducado que permitieron a Guillermo tener un papel importante en la guerra de los Treinta Años; durante los primeros años de la misma tuvo tanto éxito que pudo adquirir el Alto Palatinado y la dignidad electoral que había disfrutado desde 1356 una rama maor de la familia Wittelsbach. El electorado de Baviera entonces estaba formado por la mayor parte de las modernas regiones de Alta Baviera, Baja Baviera y el Alto Palatinado.